# Championnat de Polynésie française de football 2020-2021
Navigation
Saison précédente Saison suivante
La saison 2020-2021 du Championnat de Polynésie française de football est la soixante-quatorzième édition du championnat de première division en Polynésie française. Les treize meilleurs clubs de Polynésie sont regroupés au sein d'une poule unique, la Ligue 1 Vini, où ils s'affrontent à deux reprises au cours de la saison. Les deux derniers sont relégués en Division 2 tandis que le 11e joue un match de barrage pour tenter de se maintenir.
C'est l’AS Pirae qui est sacrée champion de Polynésie cette saison après avoir terminé en tête du classement final. C'est le dixième titre de champion de Polynésie française de l’histoire du club.

## Déroulement de la saison
Après la saison 2019-2020 perturbée à cause de la pandémie de covid-19, le nouveau championnat commence un peu plus tard en octobre 2021. Comme il n'y a pas eu de relégation, avec les trois promus le championnat passe à treize équipes. Après la 7e journée à la mi-novembre le championnat est arrêté à cause de la situation sanitaire. Il reprend en février, pour rattraper le retard seuls les matchs aller sont joués, ensuite le championnat sera scindé en deux parties. Les sept premiers se rencontrent une fois dans la poule championnat pour déterminer le champion. Les six derniers se retrouvent une fois pour déterminer les deux clubs relégués directement et le club qui disputera un match de barrage contre le vice-champion de la deuxième division.
La prochaine saison le championnat passera à 12 équipes.

## Qualifications continentales
Le champion de Polynésie française et son dauphin obtiennent chacun leur billet pour la phase de poules de la Ligue des champions de l'OFC 2022.

## Les clubs participants
- AS Pirae
- AS Tefana
- AS Vénus
- AS Dragon
- AS Olympique de Mahina
- AS Manu-Ura
- AS Taravao AC est renommé AS Pueu
- Association sportive jeunes tahitiens
- AS Tiare Tahiti
- AS Central Sports
- AS Excelsior - Promu de Division 2
- AS Arue - Promu de Division 2
- AS Mataiea - Promu de Division 2

## Compétition

### Première phase
Le barème utilisé pour établir le classement est le suivant :
- Victoire : 4 points
- Match nul : 2 points
- Défaite : 1 point

En cas d'égalité de points, ce sont les résultats des confrontations directes qui sont prises en compte.
Les clubs peuvent obtenir des points de bonus en remplissant certaines conditions concernant les entraîneurs et les arbitres.
| Rang | Équipe                                | Pts  | J  | G  | N | P  | Bp | Bc | Diff |
| ---- | ------------------------------------- | ---- | -- | -- | - | -- | -- | -- | ---- |
| 1    | AS Pirae T                            | 43   | 12 | 10 | 1 | 1  | 68 | 14 | +54  |
| 2    | AS Vénus                              | 43   | 12 | 10 | 1 | 1  | 58 | 14 | +44  |
| 3    | AS Dragon                             | 41   | 12 | 9  | 2 | 1  | 55 | 15 | +40  |
| 4    | AS Pueu                               | 38   | 12 | 8  | 2 | 2  | 42 | 20 | +22  |
| 5    | AS Central Sports                     | 32   | 12 | 6  | 2 | 4  | 20 | 23 | -3   |
| 6    | AS Tiare Tahiti                       | 30   | 12 | 5  | 3 | 4  | 36 | 24 | +12  |
| 7    | AS Tefana                             | 29-1 | 12 | 5  | 3 | 4  | 27 | 21 | +6   |
| 8    | Association sportive jeunes tahitiens | 28   | 12 | 5  | 1 | 6  | 21 | 32 | -11  |
| 9    | AS Manu-Ura                           | 27   | 12 | 5  | 0 | 7  | 22 | 39 | -17  |
| 10   | AS Olympique de Mahina                | 20   | 12 | 2  | 2 | 8  | 18 | 49 | -31  |
| 11   | AS Mataiea P                          | 18   | 12 | 2  | 0 | 10 | 20 | 61 | -41  |
| 12   | AS Arue P                             | 16   | 12 | 1  | 1 | 10 | 10 | 42 | -32  |
| 13   | AS Excelsior P                        | 15   | 12 | 1  | 0 | 11 | 17 | 60 | -43  |

|  | Qualification pour la poule championnat     |
|  | T : Tenant du titre P : Promu de Division 2 |

- Points de pénalités indiqués en rouge[1].

### Poule championnat
Le premier de la première phase reçoit un bonus de deux points
| Rang | Équipe            | Pts  | J | G | N | P | Bp | Bc | Diff |
| ---- | ----------------- | ---- | - | - | - | - | -- | -- | ---- |
| 1    | AS Pirae T        | 22+2 | 6 | 4 | 2 | 0 | 24 | 9  | +15  |
| 2    | AS Vénus          | 22   | 6 | 5 | 1 | 0 | 14 | 1  | +13  |
| 3    | AS Dragon         | 15   | 6 | 3 | 0 | 3 | 19 | 16 | +3   |
| 4    | AS Tefana         | 15   | 6 | 3 | 0 | 3 | 20 | 12 | +8   |
| 5    | AS Pueu           | 14   | 6 | 2 | 2 | 2 | 17 | 25 | -8   |
| 6    | AS Tiare Tahiti   | 8    | 6 | 0 | 2 | 4 | 10 | 28 | -18  |
| 7    | AS Central Sports | 7    | 6 | 0 | 1 | 5 | 7  | 20 | -13  |

|  | Qualification pour la Ligue des champions de l'OFC 2022 |
|  | T : Tenant du titre P : Promu de Division 2             |

### Poule relégation
Les équipes se rencontrent deux fois 
| Rang | Équipe                                | Pts | J  | G | N | P | Bp | Bc | Diff |
| ---- | ------------------------------------- | --- | -- | - | - | - | -- | -- | ---- |
| 1    | AS Olympique de Mahina                | 36  | 10 | 8 | 2 | 0 | 23 | 10 | +13  |
| 2    | AS Mataiea P                          | 29  | 10 | 6 | 1 | 3 | 25 | 19 | +6   |
| 3    | AS Excelsior P                        | 28  | 10 | 6 | 0 | 4 | 21 | 17 | +4   |
| 4    | AS Manu-Ura                           | 23  | 10 | 4 | 1 | 5 | 20 | 25 | -5   |
| 5    | AS Arue P                             | 15  | 10 | 1 | 2 | 7 | 7  | 17 | -10  |
| 6    | Association sportive jeunes tahitiens | 15  | 10 | 1 | 2 | 7 | 15 | 23 | -8   |

|  | Relégation directe                             |
|  | Qualifié pour le barrage de maintien/promotion |
|  | P : Promu de Division 2                        |

### Barrage de maintien/promotion
Le 10 juillet 2021, AS Manu-Ura perd 0-5 contre le vice champion de deuxième division, AS Tamarii Temanava qui prend sa place en Ligue 1.

## Bilan de la saison
| Championnat de Polynésie française de football 2020-2021 |                                       |
| Champion                                                 | AS Pirae (10e titre)                  |
| Coupes et trophées                                       |                                       |
| Vainqueur de la Coupe de Polynésie française 2020-2021   | AS Vénus                              |
| Qualifications continentales                             |                                       |
| Ligue des champions de l'OFC 2022                        | AS Pirae                              |
| Ligue des champions de l'OFC 2022                        | AS Vénus                              |
| Promotions et relégations                                |                                       |
| Promus en Ligue 1 Vini                                   | AS Tamarii Punaruu                    |
| Promus en Ligue 1 Vini                                   | AS Tamarii Temanava                   |
| Relégués en Division 2                                   | AS Manu-Ura                           |
| Relégués en Division 2                                   | AS Arue                               |
| Relégués en Division 2                                   | Association sportive jeunes tahitiens |